# Björkborn

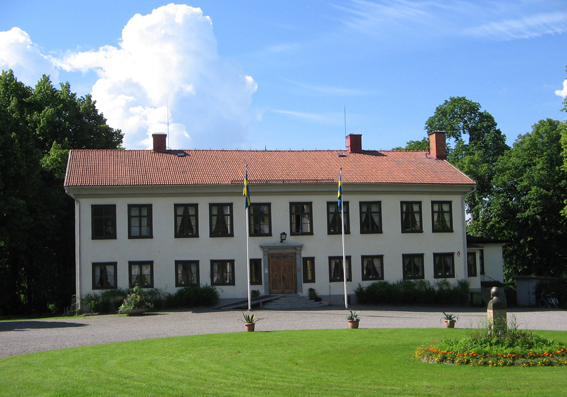
Björkborn

Björkborn ist ein Herrenhaus in Karlskoga in der Provinz Örebro län in Schweden. Der schwedische Chemiker und Erfinder Alfred Nobel war bis zu seinem Tod 1896 Besitzer des Herrenhauses, das heute ein Museum beherbergt.

## Bau- und Besitzgeschichte
Das Haus wurde in den Jahren 1812 bis 1815 in der Nähe der Stromschnellen des Flusses Timsälven ca. 1 km flussaufwärts des Zentrums von Karlskoga gebaut. Schon seit 1639 hatte es in der Gegend eine kleine Eisenhütte gegeben, die mit dem nahen Bofors-Werk in Verbindung stand. Die Besitzer dieser Eisenhütte errichteten später das Herrenhaus. Im Jahr 1894 erstand Alfred Nobel den Rüstungsbetrieb Bofors, welcher damals Eigentümer des Herrenhauses war. Der Vorstand von Bofors stellte dieses dem neuen Eigentümer als Wohnsitz zur Verfügung. Nobel ließ zahlreiche Modernisierungen an dem Gebäude (Trink- und Abwasserleitungen, Elektrizität) vornehmen, die Verantwortung für die Inneneinrichtung übertrug er seinem Neffen Hjalmar Nobel.
Das Haus wurde bis 1972 als Wohnsitz, danach für Büros benutzt. Heute beherbergt es ein Museum. Dieses präsentiert zum einen das Haus selbst und die Spuren Alfred Nobels in Form verschiedener persönlicher Besitztümer darin. In einem Nebengebäude wird den Besucher zum anderen durch das erhaltene Labor Alfred Nobels und eine Ausstellung über die 350-jährige Geschichte von Bofors auch Wissenschafts- und Industriegeschichte vermittelt.